# Minnesota Mr. Hockey
Der Minnesota Mr. Hockey (offizieller Sponsorenname Minnesota Minute Men Mr. Hockey) ist eine Auszeichnung, die seit 1985 alljährlich an den besten männlichen Senior-High-School-Eishockeyspieler des US-Bundesstaates Minnesota vergeben wird. Der Sieger wird durch eine Gruppe von Scouts der National Hockey League, den Cheftrainern der Divisionen I und III der National Collegiate Athletic Association sowie Scouts der United States Hockey League im Anschluss an das Turnier um die Staatsmeisterschaft festgelegt.

## Gewinner des Minnesota Mr. Hockey
Seit der Einführung der Trophäe 1985 wurden insgesamt 41 Spieler ausgezeichnet. Die Preisträger kamen dabei bislang von 29 verschiedenen Schulen.
Abkürzungen: Nat = Nationalität, Pos = Position, C = Center, LW = Linker Flügelstürmer, RW = Rechter Flügelstürmer, F = Stürmer, D = Verteidiger, G = Torwart
|      |                   |                    |     |                                   | NHL Entry Draft | NHL Entry Draft | NHL Entry Draft |
| Jahr | Name              | Nat                | Pos | Schule                            | Team            | Runde           | Pos             |
| ---- | ----------------- | ------------------ | --- | --------------------------------- | --------------- | --------------- | --------------- |
| 2025 | Mason Kraft       | Vereinigte Staaten | LW  | Moorhead High School              | ungedraftet     | ungedraftet     | ungedraftet     |
| 2024 | Hagen Burrows     | Vereinigte Staaten | C   | Minnetonka High School            | TBL             | 04              | 128             |
| 2023 | Jayson Shaugabay  | Vereinigte Staaten | C   | Warroad High School               | TBL             | 04              | 115             |
| 2022 | Max Strand        | Vereinigte Staaten | F   | Roseau High School                | ungedraftet     | ungedraftet     | ungedraftet     |
| 2021 | Jack Peart        | Vereinigte Staaten | D   | Grand Rapids High School          | MIN             | 02              | 054             |
| 2020 | Blake Biondi      | Vereinigte Staaten | C   | Hermantown High School            | MTL             | 04              | 109             |
| 2019 | Bryce Brodzinski  | Vereinigte Staaten | RW  | Blaine High School                | PHI             | 07              | 196             |
| 2018 | Samuel Walker     | Vereinigte Staaten | C   | Edina High School                 | TBL             | 07              | 200             |
| 2017 | Casey Mittelstadt | Vereinigte Staaten | C   | Eden Prairie High School          | BUF             | 01              | 008             |
| 2016 | Riley Tufte       | Vereinigte Staaten | LW  | Blaine High School                | DAL             | 01              | 025             |
| 2015 | Jake Jaremko      | Vereinigte Staaten | C   | Elk River High School             | ungedraftet     | ungedraftet     | ungedraftet     |
| 2014 | Avery Peterson    | Vereinigte Staaten | C   | Grand Rapids High School          | MIN             | 06              | 167             |
| 2013 | Grant Besse       | Vereinigte Staaten | LW  | Benilde-St. Margaret’s            | ANA             | 05              | 147             |
| 2012 | Justin Kloos      | Vereinigte Staaten | C   | Lakeville South High School       | ungedraftet     | ungedraftet     | ungedraftet     |
| 2011 | Kyle Rau          | Vereinigte Staaten | C   | Eden Prairie High School          | FLA             | 03              | 091             |
| 2010 | Nick Bjugstad     | Vereinigte Staaten | C   | Blaine High School                | FLA             | 01              | 019             |
| 2009 | Nick Leddy        | Vereinigte Staaten | D   | Eden Prairie High School          | MIN             | 01              | 016             |
| 2008 | Aaron Ness        | Vereinigte Staaten | D   | Roseau High School                | NYI             | 02              | 040             |
| 2007 | Ryan McDonagh     | Vereinigte Staaten | D   | Cretin-Derham Hall High School    | MTL             | 01              | 012             |
| 2006 | David Fischer     | Vereinigte Staaten | D   | Apple Valley High School          | MTL             | 01              | 020             |
| 2005 | Brian Lee         | Vereinigte Staaten | D   | Moorhead High School              | OTT             | 01              | 009             |
| 2004 | Tom Gorowsky      | Vereinigte Staaten | F   | Centennial High School            | ungedraftet     | ungedraftet     | ungedraftet     |
| 2003 | Nate Dey          | Vereinigte Staaten | F   | North High School North St. Paul  | ungedraftet     | ungedraftet     | ungedraftet     |
| 2002 | Gino Guyer        | Vereinigte Staaten | C   | Greenway High School Coleraine    | DAL             | 05              | 165             |
| 2001 | Marty Sertich     | Vereinigte Staaten | C   | Roseville Area High School        | ungedraftet     | ungedraftet     | ungedraftet     |
| 2000 | Paul Martin       | Vereinigte Staaten | D   | Elk River High School             | NJD             | 02              | 062             |
| 1999 | Jeff Taffe        | Vereinigte Staaten | C   | Hastings High School              | STL             | 01              | 030             |
| 1998 | John Pohl         | Vereinigte Staaten | C   | Red Wing High School              | STL             | 09              | 255             |
| 1997 | Aaron Miskovich   | Vereinigte Staaten | C   | Grand Rapids High School          | COL             | 05              | 133             |
| 1996 | Dave Spehar       | Vereinigte Staaten | F   | East High School Duluth           | ungedraftet     | ungedraftet     | ungedraftet     |
| 1995 | Erik Rasmussen    | Vereinigte Staaten | C   | Saint Louis Park High School      | BUF             | 01              | 007             |
| 1994 | Mike Crowley      | Vereinigte Staaten | D   | Bloomington Jefferson High School | PHI             | 06              | 140             |
| 1993 | Nick Checco       | Vereinigte Staaten | LW  | Bloomington Jefferson High School | QUE             | 06              | 137             |
| 1992 | Brian Bonin       | Vereinigte Staaten | C   | White Bear Lake Area High School  | PIT             | 09              | 211             |
| 1991 | Darby Hendrickson | Vereinigte Staaten | C   | Richfield High School             | TOR             | 04              | 073             |
| 1990 | Joe Dziedzic      | Vereinigte Staaten | LW  | Edison High School                | PIT             | 03              | 061             |
| 1989 | Trent Klatt       | Vereinigte Staaten | RW  | Osseo Senior High School          | WSH             | 04              | 082             |
| 1988 | Larry Olimb       | Vereinigte Staaten | D   | Warroad High School               | MNS             | 10              | 193             |
| 1987 | Kris Miller       | Vereinigte Staaten | D   | Greenway High School Coleraine    | MTL             | 04              | 080             |
| 1986 | George Pelawa     | Vereinigte Staaten | RW  | Bemidji High School               | CGY             | 01              | 016             |
| 1985 | Tom Chorske       | Vereinigte Staaten | LW  | Southwest High School Minneapolis | MTL             | 01              | 016             |